# Ricochet Part I
Ricochet Part I è un singolo pubblicato nel 1975 dalla band tedesca di musica elettronica, i Tangerine Dream. 
Esso è stato pubblicato nella sola Francia e presenta al suo interno due estratti della prima parte di Ricochet, il primo album dal vivo del gruppo.

## Lista delle tracce
1. Ricochet (Part I) - 3:52
2. Ricochet (Part II) - 3:43

## Formazione
- Edgar Froese: sintetizzatore, chitarra elettrica.
- Peter Baumann: sintetizzatore, organo.
- Christopher Franke: sintetizzatore, sequencer, drum machine.

## Fonte
- http://www.voices-in-the-net.de/ricochet_part_i.htm